# Füssenicher Madonna

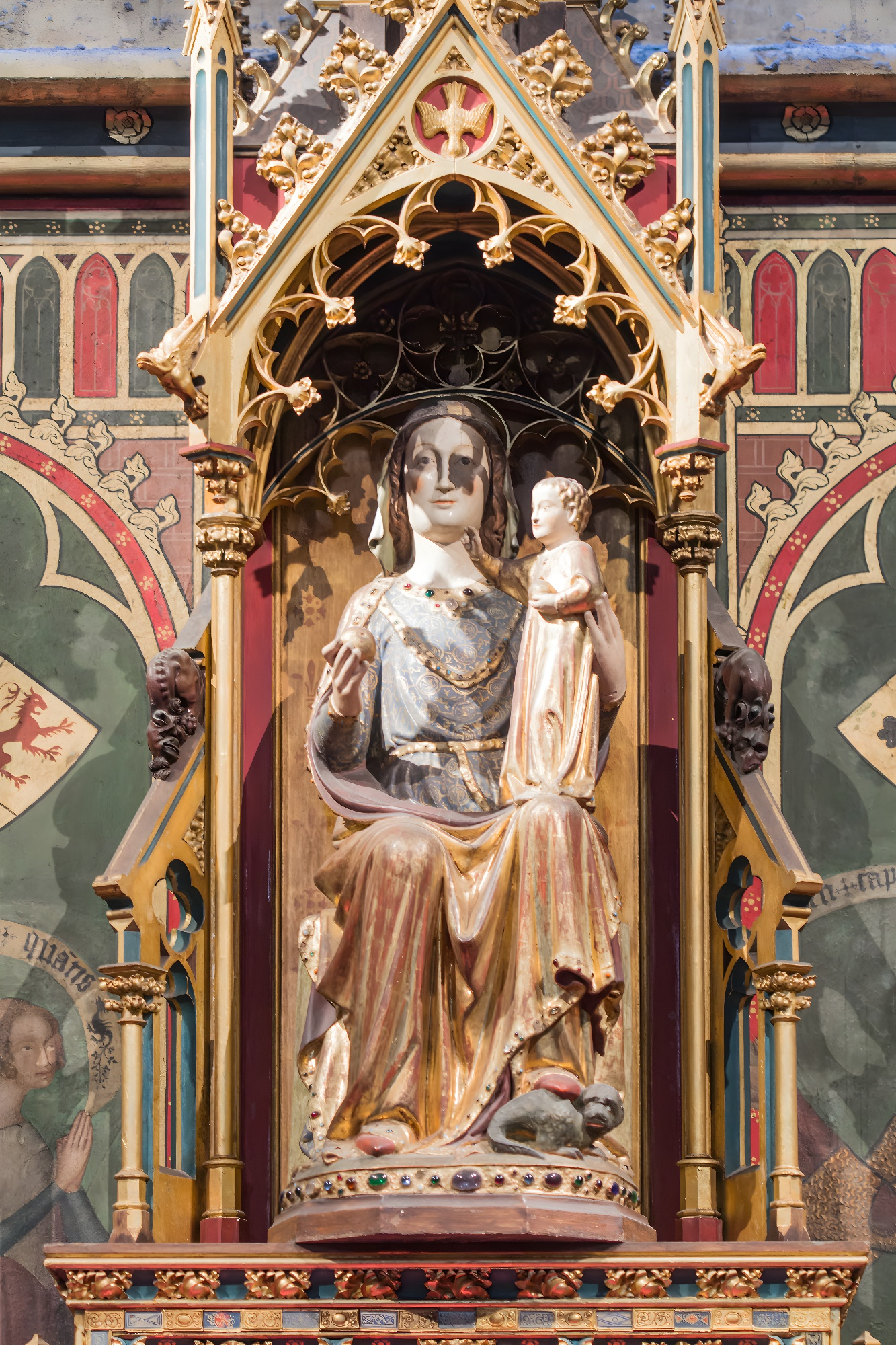
Füssenicher Madonna oder „Schnütgen-Madonna“ im Kölner Dom

Die Füssenicher Madonna, auch Schnütgen-Madonna, ist eine gotische Madonnenstatue aus Nussbaumholz, die von Alexander Schnütgen für die Achskapelle (Dreikönigenkapelle) des Kölner Doms gestiftet wurde. Nach Arnold Wolff ist sie die früheste Madonnenfigur im Kölner Dom, alternative Datierungen ordnen sie etwas später als die Mailänder Madonna ein, die von 1280/1290 stammt.

## Herkunft
Der Sammler Alexander Schnütgen, der die Statue um 1889/90 an den Kölner Dom stiftete, berichtete 1908 in der Zeitschrift für christliche Kunst, sie sei ihm etwa 25 Jahre zuvor, also um 1883, aus Füssenich bei Zülpich „geschickt“ worden. Der Kunsthistoriker Heinrich Appel schloss in seinem Aufsatz von 1963 daraus, dass sie aus der dortigen ehemaligen Klosterkirche St. Nikolaus stammen dürfte.  Zuverlässige Angaben zur Herkunft fehlen, eine Fertigung in Köln ist wahrscheinlich.

## Standort

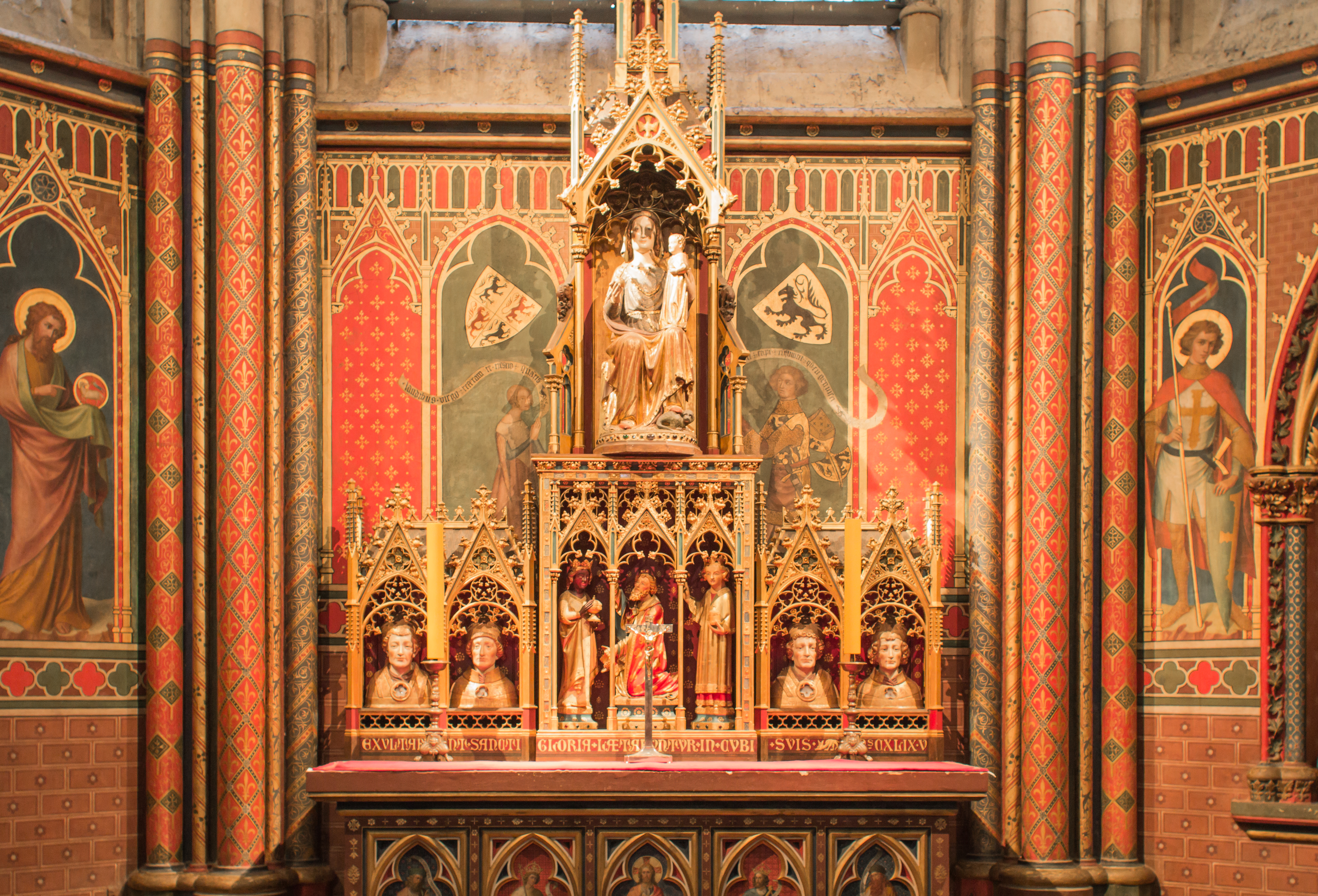
Standort in der neugotisch ausgestatteten Dreikönigenkapelle

Die Füssenicher Madonna hat ihren Platz im Altaraufbau der Dreikönigenkapelle des Doms. Diese beherbergte bis 1889/90 in einem barocken Mausoleum den Dreikönigenschrein. Im Zuge der „Entbarockisierung“ bzw. „Regotisierung“ im  19. Jahrhundert wurden das Mausoleum und die Barockausstattung der Kapelle entfernt und „im Zuge einer bemerkenswert rigorosen Stilbereinigung“ durch eine  neugotische Ausstattung von Friedrich Stummel ersetzt. Alexander Schnütgen, Mitglied des Domkapitels und Vorstandsmitglied des Christlichen Kunstvereins der Erzdiözese Köln war seit 1888 an den Vorgängen um die Umgestaltung der Achskapelle beteiligt und stiftete in diesem Zusammenhang die Madonnenstatue und zwei weitere Statuetten von Königen bzw. Weisen.
Während des Zweiten Weltkriegs waren die Skulpturen des Altars im Bunker unter dem Nordturm untergebracht, wodurch sie von einem Bombenangriff verschont blieben, bei dem der Altar stark beschädigt wurde. Nach dem Krieg platzierte man die Statue zunächst auf einfachen Holzkisten im Altar, bis der Schrein 1951 durch Bildhauer Karl-Heinz Müller und Restaurator Roland Gassert wiederhergestellt wurde.

## Beschreibung

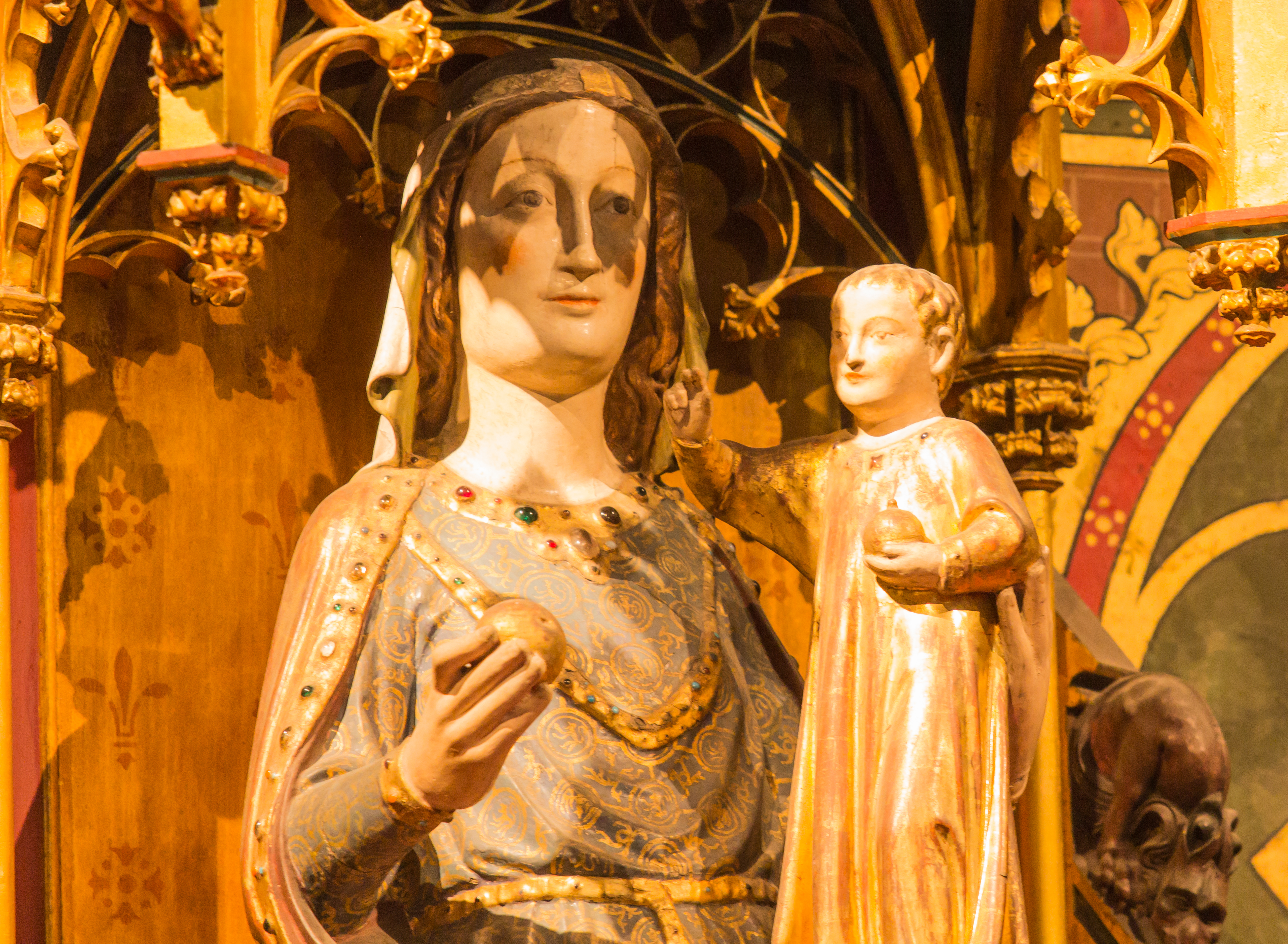
Detail der Skulptur

Die Statue ist laut Schnütgen 93 cm hoch, 41 cm breit und 37 cm tief und aus Nussbaumholz gefertigt. Eine Nachmessung 1963 durch Appel ergab 96,5 cm Höhe, 39 Breite und 35 cm Tiefe.
Die Marienfigur hat welliges Haar, über dem sie einen hellen Kopfschleier trägt, der bis auf den Rücken herabfällt. Bekleidet ist sie mit einem ursprünglich reich ornamentierten Untergewand, über Schultern, Oberarmen und über Schoß und Beinen liegt ein in flächiger Goldfassung gehaltener Mantel in breiten Falten. Mantel und Halsausschnitt des Untergewandes sind am Rand (Verbrämung) mit Schmucksteinen – Cabochons – verziert.
In der rechten Hand hält Maria einen Apfel, mit der linken stützt sie das auf ihrem linken Knie frei stehende, zierliche Jesuskind. Dieses hat welliges Haar, ist in eine lange, vergoldete Tunika gewandet und hält eine Weltkugel in der linken Hand. Mit der rechten führt es einen Segensgestus aus.
Maria sitzt auf einem thronartigen Gestühl, von Schnütgen als Sedile bezeichnet. Ihr linker Fuß – in roten Schuhen – stützt sich auf ein kleines, drachenartiges Tier. Die Komposition „Maria als neue Eva mit Apfel besiegt das Böse bzw. die Erbsünde in Form einer Schlange“ ist ein typisches Motiv des mittelalterlichen Marienkults. Die Holzfigur ist an der Rückseite stark ausgehöhlt.

## Datierung
Alexander Schnütgen verglich die Plastik aufgrund ihrer Gestaltung und Proportionen zwar durchaus mit französischen Pendants um 1300, schätzte die Entstehungszeit aber dennoch auf die Mitte des 14. Jahrhunderts, die frühe Kölner Schule. Paul Clemen schloss sich in seinem Inventar von 1937 dieser Einschätzung an und ordnet sie an den Beginn der „großen Reihe der Kölner Sitzmadonnen“ ein.
Heinrich Appel beschäftigte sich 1963 mit einer weiteren Einschätzung des Kunsthistorikers Richard Hamann, der die Plastik in eine Reihe von so genannten „Linksmadonnen“ innerhalb der rheinischen Sitzmadonnen einordnete. Diese sind durch einen speziellen Faltenwurf des Gewands gekennzeichnet. Appel widersprach dem als „nicht überzeugend“ und schloss sich mit einer Frühdatierung Herbert Rode an, der im Kölner Domblatt 1952 über eine Restaurierung der Madonna berichtet hatte. Nach Abwägung aller Beobachtungen datierte Appel die Skulptur auf etwa 1310.
Im Katalog der großen Ausstellung Rhein und Maas des Schnütgen-Museums von 1973 datierte Anton Legner ohne weitere Begründung, aber mit Bezug auf Appel auf 1270–1280. Auch Dombaumeister Arnold Wolff ordnete sie 1986 mit Hinweis auf den verbreiteten rhein-maasländischen Typus „Neue Eva“ sehr früh auf das „dritte Viertel des 13. Jahrhunderts“ ein.
Die Kunsthistorikerin Ulrike Bergmann schließlich fasste 1989 den Forschungsstand zu Kölner Bildschnitzerwerkstätten vom 11. bis zum ausgehenden 14. Jahrhundert zusammen und gruppiert um 1310 eine Anzahl von Skulpturen, die sich „zwischen französischer Innovation und Kölner Tradition“ bewegen. Die Füssenicher Madonna gehöre demnach in die Teilgruppe der „in der kölnischen Tradition verhafteten“ Objekte.

## Restaurierungsgeschichte und Bewertung

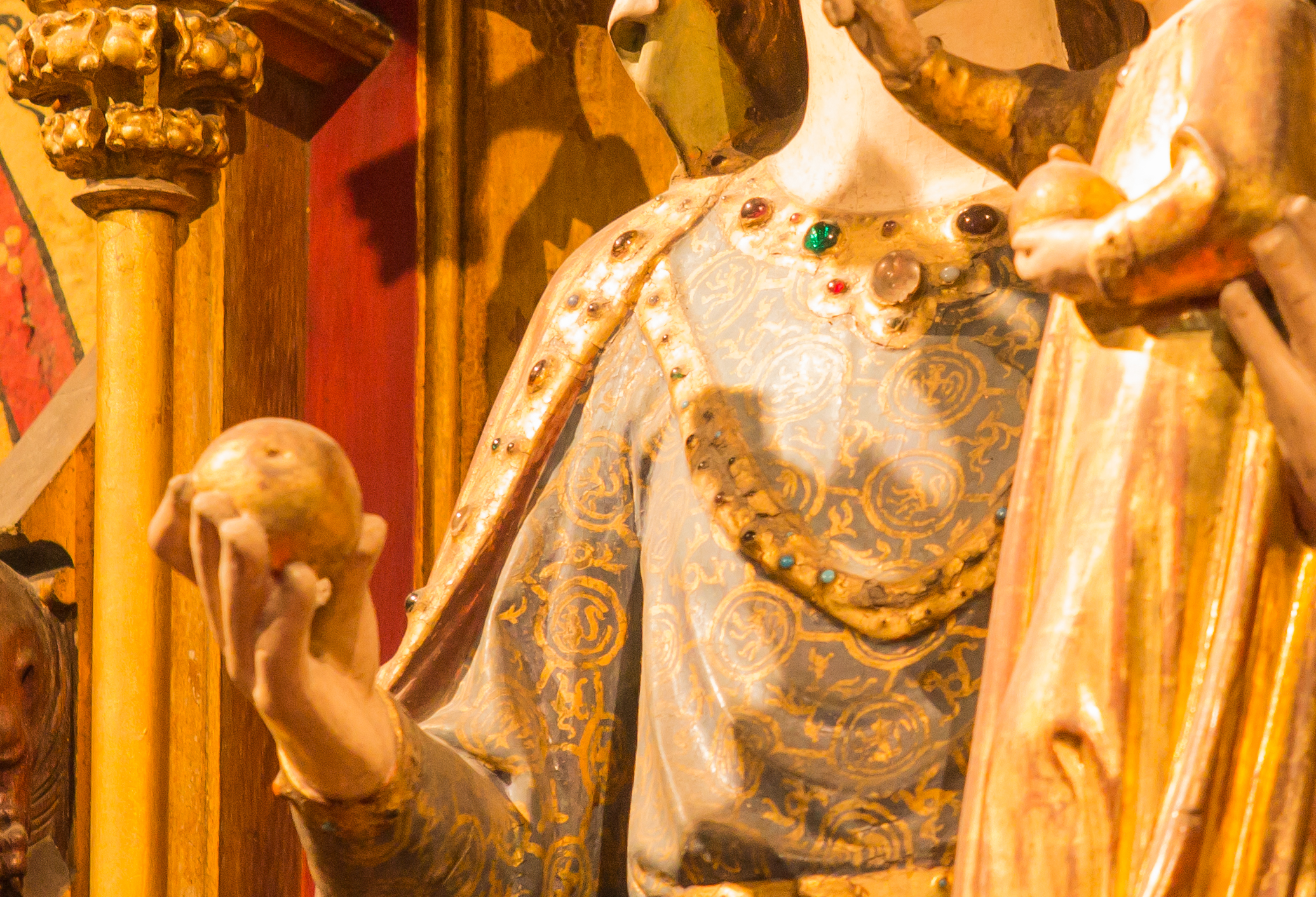
Aktueller Zustand der farbigen Fassung des Obergewands

Der Kunsthistoriker Appel beschäftigte sich in seinem Aufsatz von 1963 ausführlich mit der Restaurierungsgeschichte, wobei er die von Schnütgen erhaltenen Fotos des Zustands um 1908 mit dem fotografisch dokumentierten Zustand nach der neugotischen Veränderung vor 1892 durch Wilhelm Mengelberg, der auch den Altar gestaltet hatte, vergleicht. „Einschneidende Maßnahmen“ der „fragwürdigen“ und „eigenwilligen Restaurierungsmaßnahmen“ hätten der Madonna historische Glaubwürdigkeit genommen und offenbar dafür gesorgt, dass sie in der Forschung nicht weiter berücksichtigt worden sei. Konkret sei Augenstellung und Gesichtsausdruck völlig verändert worden, die Musterung des Untergewandes geschwächt und teils völlig übermalt worden, außerdem die Oberfläche der sonstigen Gewänder stark geglättet und mit womöglich mit eigenen plastischen Formen ergänzt worden.
Bei der Restaurierung von Altar und Madonna 1951 durch Roland Gassert habe dieser versucht, sich wieder den älteren Fassungen anzunähern.
In einer Gesamtbewertung der Arbeiten von Stummel und Mengelberg an der Achskapelle kam der Kunsthistoriker Rolf Lauer 1993 zum Schluss, die Figuren des Altars seien „stilrein“ gotisch, der Aufbau jedoch völlig „unmittelalterlich“: Neues und Altes seien jedoch den Anforderungen des Ortes perfekt angepasst und bildeten eine untrennbare und durch die Farbfassungen bewirkte optische Einheit. Schnütgens Vorstellungen seien in keinem anderen Kunstwerk des 19. Jahrhunderts „in so kongenialer Weise“ verwirklicht worden wie in Mengelbergs Dreikönigenaltar.